# Die Stachelbeeren
Die Stachelbeeren (russisch Крыжовник, Kryschownik) ist eine Erzählung des russischen Schriftstellers Anton Tschechow, die im Augustheft 1898 der Moskauer Zeitschrift Russkaja Mysl erschien. Der Autor hatte den Text im Frühsommer 1898 auf seinem Landsitz Melichowo in der Nähe von Moskau verfasst. Eine Übersetzung kam 1904 auf den deutschsprachigen Markt.

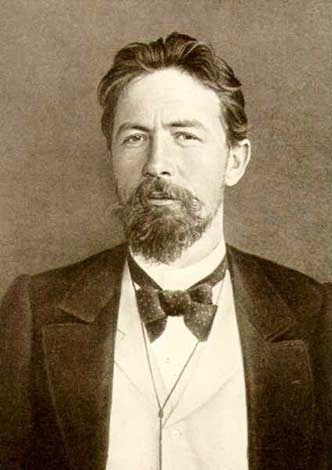
Anton Tschechow

Die Stachelbeeren ist die zweite der drei Binnenerzählungen aus der Kleinen Trilogie.

## Inhalt
Der Erzähler Iwan Iwanytsch Tschimscha-Glimalaiski distanziert sich von seinem Bruder, dem zwei Jahre jüngeren Gutsbesitzer Nikolai Iwanytsch Tschimscha-Glimalaiski – vor allem, weil dieser seinen geerbten Adel und seinen Landbesitz hervorkehrt. Dabei war ein Großvater Bauer gewesen. Der Vater hatte sich vom Soldaten zum Offizier hochgedient und war schließlich geadelt worden. Iwan, inzwischen ein alter Mann, blickt Jahrzehnte zurück, als sein Bruder Nikolai die Vierzig bereits überschritten hatte, sich aber immer noch in Zeitungsannoncen eifrig nach einem Landgut mit Stachelbeerbüschen darin umschaute. Das eigene Landgut hatte der Vater den Söhnen hinterlassen. Es war aber den Gebrüdern nach dem Tode des Vaters der Überschuldung wegen „wegprozessiert“ worden.
Im Grunde stellt der erzählende Tierarzt Iwan zwei Lebenswege zur Diskussion – eben den des Arztes sowie den des Bruders Nikolai, eines jahrzehntelang treu dienenden und auf neuen Landbesitz sparenden Steuerbeamten. Alle Mittel zur Erfüllung seines Wunschtraumes waren Nikolai recht gewesen. Sogar eine „häßliche Witwe“ mit ein wenig Geld hatte er geehelicht. Diese – bescheidenen Luxus gewöhnt – hatte das eiserne Sparprogramm des Bruders leider nur ein paar Jahre überlebt.
Nikolai hatte schließlich ein Gut gekauft, das so gar nicht seinem Traum entsprach. Selbst die Stachelbeerbüsche hatten gefehlt. Doch der neue Besitzer hatte diese von seinen gehorsamen Bauern nachsetzen lassen. Apropos gehorsame Bauern – die Erzählung ist Gesellschaftskritik pur. Der auf Kosten des arbeitenden Volkes im Russland des Zaren schmarotzende Landadel wird scharf verurteilt. Tschechow geißelt „Unverfrorenheit und Müßiggang der Starken, Unwissenheit und Tierähnlichkeit der Schwachen, ringsum unglaubliche Armut, Enge, Entartung, Trunkenheit, Heuchelei, Lügen...“ Der Autor lässt den Erzähler Iwan erkennen: Das Glück als neuer Gutsbesitzer verdankt der Bruder Nikolai lediglich dem Umstand, dass „die Unglücklichen ihre Last schweigend tragen“. Trotz solcher deutlichen Schuldsprüche stagniert schließlich die Verurteilung des Bruders. Beide sitzen auf dem neuen Gut beieinander – Bruder Nikolai kaut eine saure Stachelbeere nach der anderen und findet die Frucht schmackhaft – und beweinen ihre grauen Haare. Das Sterben steht anscheinend als nächster Tagesordnungspunkt auf dem Lebensprogramm.

## Rezeption
23. März 1950, André Maurois bewundert anhand des Textes die Tschechowsche Prägnanz und nennt vergleichsweise weitschweifigere Autoren wie Maupassant und Thomas Hardy.

## Deutschsprachige Ausgaben
- Die Stachelbeeren in: Anton Pawlowitsch Tschechow: Die Dame mit dem Hündchen und andere Erzählungen. Mit Zeichnungen und einem Nachwort von Werner Berthel. Übersetzung Andras Karakas. Insel, 1977, 2. Aufl., 385 Seiten

### Verwendete Ausgabe
- Die Stachelbeeren. Deutsch von Gerhard Dick. S. 352–364 in Wolf Düwel (Hrsg.): Anton Tschechow: Die Dame mit dem Hündchen. Meistererzählungen. (enthält noch: Die Gattin. Anna am Halse. Weißstirnchen. Der Mord. Ariadna. Das Haus mit dem Zwischenstock. Mein Leben. Die Bauern. Der Petschenege. In der Heimat. Auf dem Wagen. Bei Bekannten. Der Mensch im Futteral. Von der Liebe. Jonytsch. Ein Fall aus der Praxis. Herzchen. Das Neue Landhaus. Auf der Dienstreise. Zur Weihnachtszeit. In der Schlucht. Der Bischof. Die Braut). 612 Seiten. Rütten & Loening, Berlin 1967 (1. Aufl.)